# Sismo de gelo
Os icequakes, termo que combina "ice" (gelo) e "quakes" (tremores), referem-se a eventos sísmicos que têm origem em áreas cobertas por geleiras. A água que se infiltrou no solo pode congelar e expandir quando a temperatura cai, pressionando áreas vizinhas. A pressão se acumula até ser liberada explosivamente sob a forma de icequakes. Esta energia liberada pode causar tremores que rivalizam em intensidade com os terremotos, alcançando mais de 5 graus na Escala de Richter.

## Causas e mecanismos
Os icequakes têm suas raízes nas dinâmicas complexas e variadas das geleiras. O gelo, sujeito a intensas pressões e movimentos, pode acumular energia ao longo do tempo. Quando essa pressão atinge um ponto crítico, ocorre uma liberação rápida de energia, manifesta na forma de tremores sísmicos. Este fenômeno é particularmente comum em áreas com geleiras em constante movimento, como regiões montanhosas ou aquelas próximas a lagos e rios.

## Impacto geográfico
Icequakes glaciais são eventos sísmicos da criosfera glacial. Os icequakes não afetam apenas as geleiras, mas também as áreas circunvizinhas. As consequências desses tremores podem ser sentidas em ecossistemas locais, influenciando a estabilidade do solo e a topografia da região. Em algumas situações, o gelo que se quebra durante os icequakes pode resultar em eventos adicionais, como avalanches ou o desprendimento de grandes blocos de gelo.

## Estudo e monitoramento
A compreensão dos icequakes é crucial para cientistas e pesquisadores que buscam entender melhor a dinâmica das regiões cobertas por geleiras. O monitoramento desses eventos sísmicos oferece insights valiosos sobre a evolução das geleiras, a interação entre o gelo e o ambiente ao redor, e os potenciais impactos em comunidades próximas.

## Exemplos notáveis
Diversas regiões do globo experienciam icequakes devido às características geográficas específicas. Áreas como o Ártico, a Antártica, e regiões montanhosas em países como o Canadá e a Noruega são propensas a esses fenômenos. Estudos aprofundados nessas áreas têm contribuído para nosso entendimento dos processos envolvidos nos icequakes.
Em síntese, os icequakes representam um fascinante e complexo fenômeno natural, destacando a interconexão entre os elementos da Terra. A pesquisa contínua sobre esses eventos contribui para nosso conhecimento sobre o comportamento das geleiras e seu papel crucial nos ecossistemas globais.